# Madredeus
Os Madredeus são um dos grupos musicais portugueses de maior projecção mundial.  A sua música combina influências da música popular portuguesa e do fado, com a música erudita e com a música popular contemporânea.
Nos seus vinte anos de carreira, os Madredeus lançaram 14 álbuns e estiveram em turné em 41 países — incluindo a Coreia do Norte e um festival de música dentro do Círculo Polar Árctico, em território norueguês, — vendendo mais de três milhões de cópias.

## Surgimento
Os elementos fundadores do grupo foram: Pedro Ayres Magalhães (guitarra clássica), Rodrigo Leão (teclados), Francisco Ribeiro (violoncelo) falecido em Setembro de 2010, Gabriel Gomes (acordeão) e Teresa Salgueiro (voz).  Magalhães e Leão formaram o grupo em 1985, Ribeiro e Gomes juntaram-se a eles em 1986.  Na sua busca por uma vocalista, descobriram Teresa Salgueiro numa casa nocturna de Lisboa, quando esta cantava alguns fados numa reunião informal de amigos. Teresa foi convidada para uma audição e aí surgia o grupo, o qual ainda não tinha um nome.  A proposta inicial era a de uma oficina criativa, à qual todos os músicos levavam suas ideias e compunham em conjunto os temas e arranjos.  Em 1987, o local de trabalho do grupo, o Teatro Ibérico (antiga igreja do Convento das Xabregas, num bairro de Lisboa chamado Madredeus) serviu de estúdio de gravação para mais de quinze temas reunidos à época em um LP duplo, depois convertido para o formato de CD.  Chamaram-no de Os Dias da MadreDeus e daí viria o nome do grupo.  O carácter inovador do álbum fez com que os Madredeus se tornasse um fenómeno instantâneo de popularidade em Portugal à época.

## Primeira fase

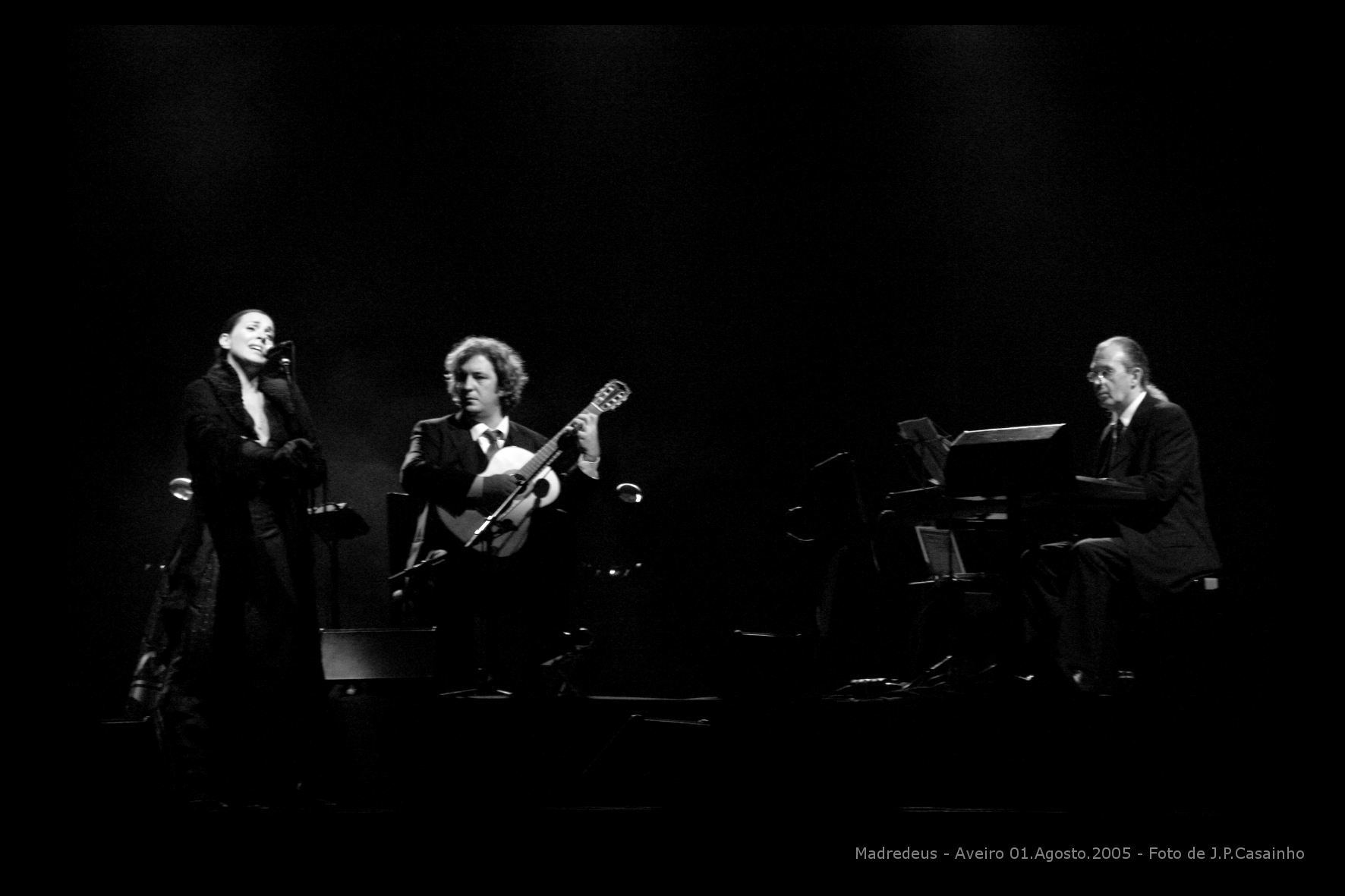
Concerto dos Madredeus em Aveiro, 1 de Agosto de 2005.

Em 1990, foi editado o segundo disco dos Madredeus, Existir, que teve na canção O Pastor um grande sucesso.  Apesar disso, o grupo era relativamente desconhecido no estrangeiro. Isto mudou quando os Madredeus deram uma série de concertos na Bélgica onde decorria a Europália, uma exposição que no ano de 1991 foi dedicada à cultura portuguesa. Outro facto que contribuiu para que os Madredeus se tornassem conhecidos no estrangeiro foi o uso da canção "O Pastor" num filme publicitário na Grécia, à revelia do grupo. Seguiu-se um disco gravado ao vivo em Lisboa, no qual o grupo interpretava canções dos dois primeiros discos e incluía novos temas, um dos quais ("Mudar de Vida") com  a participação dos guitarristas Carlos Paredes e Luísa Amaro.
Em 1994, a banda lança O Espírito da Paz, um álbum que consolida o grupo no estrangeiro. O disco alcançou o primeiro lugar das tabelas de Espanha e levou o grupo a uma longa digressão internacional, a qual incluiu o Brasil e alguns países do Extremo Oriente .
Durante as sessões de gravação de O Espírito da Paz, que decorreram em Inglaterra, os Madredeus gravaram outro disco, que seria editado em 1995. Wim Wenders, impressionado com a música do grupo, tinha-os convidado para musicarem um filme sobre Lisboa, chamado Lisbon Story (no Brasil, O Céu de Lisboa; em Portugal, Viagem a Lisboa), do qual o grupo participou como personagens também. A banda sonora deu ao grupo ainda maior projecção internacional.

## Segunda fase
Em 1995, incorporam-se nos Madredeus os músicos Carlos Maria Trindade, no lugar do teclista Rodrigo Leão, e o guitarrista José Peixoto.  Em 1996, Francisco Ribeiro e Gabriel Gomes deixam o grupo e em 1997, os Madredeus gravaram o primeiro álbum com a nova formação, intitulado O Paraíso.  No mesmo ano ingressa no grupo Fernando Júdice (baixo acústico).
Em 1998, o grupo foi convidado a ser a atracção do concerto de abertura da Expo'98 em Lisboa, ocasião na qual se apresentaram ao lado do tenor espanhol José Carreras.  A parceria inusitada renderia outros encontros futuros.
O ano de 2000 marcou o lançamento do álbum Antologia, com canções de toda a discografia mais duas canções inéditas: Oxalá e As Brumas do Futuro, tema do filme "Capitães de Abril" de Maria de Medeiros.
Em 2001 é lançado Movimento que foi o segundo álbum de estúdio com a nova formação. Surge depois "Electrónico" que é uma compilação de versões electrónicas das canções do Madredeus feitas por alguns dos músicos electrónicos mais prestigiados da Europa. Logo a seguir é editado Euforia que é um álbum duplo com canções gravadas ao vivo com a "Vlaams Symfonisch Radio-orkest", Orquestra Sinfónica da Rádio Flamenga, da Bélgica.
Em 2004 entram em estúdio e de lá saíram com canções suficientes para dois álbuns. É lançado ainda nesse ano o álbum "Um Amor Infinito" que é dedicado aos fãs de todo o mundo. O álbum "Faluas do Tejo", editado em 2005, é uma homenagem à cidade de Lisboa, terra natal do grupo.

## Ano sabático e projectos paralelos
O ano de 2007 foi um ano de paragem para os membros da banda e desenvolveram projectos paralelos. Teresa Salgueiro lançou dois álbuns com produção de Pedro Ayres Magalhães, Carlos Maria Trindade retomou os No Data e José Peixoto e Fernando Júdice criaram o grupo Sal unindo-se à voz de Ana Sofia Varela e à percussão de Vicky.
Em 28 de novembro de 2007 é anunciada a saída de Teresa Salgueiro, Fernando Júdice e José Peixoto. A notícia surpreendeu os fãs do grupo. Pedro Ayres Magalhães declarou à época que o futuro do grupo era incerto e que, na opinião dele, tornar-se-ia difícil pensar em um retorno sem a presença de Teresa Salgueiro, cuja voz se tornou emblemática para os Madredeus.

## Madredeus, a Banda Cósmica e duas cantoras
Ficaram apenas Pedro Ayres Magalhães e Carlos Maria Trindade, que decidiram não substituir os músicos anteriores, mas sim criar um novo ensemble ao qual chamaram "A Banda Cósmica", formada pelas cantoras Rita Damásio e Mariana Abrunheiro, Ana Isabel Dias na harpa, Ruca Rebordão na percussão, Sérgio Zurawski na guitarra eléctrica, Gustavo Roriz no baixo e contrabaixo, Babi Bergamini na bateria e Jorge Varrecoso como violinista convidado. Em 2008, os Madredeus e a Banda Cósmica lançam o álbum "Metafonia".
Varrecoso participou apenas no lançamento, decorrido no Teatro Ibérico, sendo substituído pelo violinista António Barbosa, que passou a fazer parte grupo. Foi lançado em 2009 o álbum "A Nova Aurora". Em 2010 é editado o álbum "Castelos na Areia" e é anunciado o fim do ciclo dos Madredeus iniciado com a Banda Cósmica.

## Madredeus sem Banda Cósmica e com nova cantora
Em finais de 2011, é anunciada uma nova vida para os Madredeus. A nova formação mantém Pedro Ayres Magalhães (guitarra clássica) e Carlos Maria Trindade (sintetizadores), juntando-se Jorge Varrecoso (violino), António Figueiredo (violino), Luís Clode (violoncelo) e Beatriz Nunes (voz).
A 2 de abril de 2012, é lançado "Essência", que pretende celebrar os 25 anos de carreira com novos arranjos de clássicos do grupo. O álbum "Capricho Sentimental" é editado e 2015.

## Madredeus e os países lusófonos
No Brasil, o grupo ficou conhecido pelo grande sucesso de suas apresentações em casas de espectáculo por todo o país — sempre com lotação esgotada, em que pese a quase ausência das músicas do grupo nas rádios brasileiras — e também por suas apresentações ao ar livre, com destaque para os concertos que realizou no Pelourinho, em Salvador, Bahia (1995), na Praia de Icaraí, em Niterói, estado do Rio de Janeiro (1997) e no Parque do Ibirapuera, São Paulo, e na Praia de Copacabana, no Rio de Janeiro (2000), ambas por ocasião das comemorações dos 500 anos de descobrimento do Brasil.  As canções do grupo também já foram tema de diversas produções televisivas no Brasil como a minissérie da Rede Globo de Televisão "Os Maias" (2001) (com as canções "Matinal", "Haja o que Houver", "As Ilhas dos Açores" e a canção que se tornou o tema de abertura da referida produção televisiva, a emblemática "O Pastor").
O grupo também já se apresentou em Angola, Cabo Verde e Macau.

## Membros do grupo
Membros actuais
- Beatriz Nunes – vocais (2012–presente)
- Pedro Ayres Magalhães – guitarra clássica (1985–presente)
- Carlos Maria Trindade – teclado (1995–presente)
- Ana Isabel Dias - Harpa ( 2009 - presente )
- Jorge Varrecoso – violino (2012–presente)
- António Figueiredo – violino (2012–presente)
- Luis Clode – violoncelo (2012–presente)

## Discografia

### Álbuns de estúdio
- Os Dias da MadreDeus (1987)
- Existir (1990)
- O Espírito da Paz (1994)
- Ainda (1995, banda sonora do filme Lisbon Story de Wim Wenders)
- O Paraíso (1997)
- Movimento (2001)
- Um Amor Infinito (2004)
- Faluas do Tejo (2005)
- Essência (2012)
- Capricho Sentimental (2015)

#### Madredeus e A Banda Cósmica
- Metafonia (2008)
- A Nova Aurora (2009)
- Castelos na Areia (2010)

### Ao vivo
- Lisboa (1992, ao vivo, gravado no Coliseu dos Recreios em Lisboa)
- O Porto (1998, ao vivo, gravado no Coliseu do Porto)
- Euforia (2002, ao vivo, com a participação da Flemish Radio Orchestra)

### Compilações
- Antologia (2000, colectânea com duas canções inéditas)
- Palavras Cantadas (2001, colectânea direccionada ao público brasileiro e abrangendo o trabalho do grupo entre os anos de 1990 e 2000)

### Remixes
- Electronico (2002) - releitura electrónica de vários temas do grupo

### Colaborações
- Filhos da Madrugada - Tema: "Maio Maduro Maio"  (1994)

## Videografia
- Les Açores de Madredeus (1995) - documentário francês sobre o Madredeus filmado nos Açores, em VHS e DVD
- Lisbon Story (1995) (Viagem a Lisboa, Portugal; O Céu de Lisboa, Brasil)  - filme escrito e dirigido por Wim Wenders, em VHS e DVD
- O Espírito da Paz (1998) - VHS, re-editado em DVD em 2012
- O Porto (1998) - concerto ao vivo no Coliseu do Porto, em VHS. Re-editado em DVD em 2012
- Euforia (2002) - concerto ao vivo do Madredeus com a Flemish Radio Orchestra, em DVD
- Mar (2006) - registo da apresentação do Madredeus e do Lisboa Ballet Contemporâneo, em DVD
- Metafonia - Ao Vivo no Teatro Ibérico (2009)

## Regravações
As canções do Madredeus têm ganhado regravações feitas por diversos artistas:
- A cantora portuguesa Marta Dias gravou O Sonho, do álbum O Paraíso;
- A banda portuguesa de heavy metal Moonspell gravou Os Senhores da Guerra, do álbum O Espírito da Paz;
- As cantoras brasileiras Zizi Possi e Luiza Possi, bem como o tenor espanhol José Carreras, gravaram Haja o que houver, do álbum O Paraíso.  A canção já havia sido registada em disco, antes do Madredeus, pela banda de rock portuguesa Delfins;
- A cantora brasileira Rebeca Matta gravou O Mar, do álbum O Espírito da Paz, em 1998;
- O grupo instrumental brasileiro Quarteto Pererê gravou As Montanhas, do álbum Os dias da Madredeus, em 2009;
- A cantora brasileira Mylene lançou, em 2007, um álbum inteiramente dedicado às canções do Madredeus, com dezesseis temas de diversos álbuns.
- A cantora Deo (Deolinda Bernardo) gravou em 2008 o álbum "Voando sobre o Fado" com 11 temas do grupo.
- A espanhola Soledad Giménez, cantora dos Presuntos Implicados, gravou uma versão em espanhol de "Oxala".
- Rodrigo Leão voltou a gravar "Tardes de Bolonha" em 2006.
- O guitarrista do Angra, Rafael Bittencourt, gravou O Pastor em seu primeiro álbum solo, Brainworms I, lançado em 2008.
- A banda portuguesa Noidz (Psytrance/Metal) gravou um remix da música "O Pastor" em 2010